# George Latimer Bates
George Latimer Bates (Abingdon (Illinois), 21 maart 1863 - Chelmsford (Essex), 31 januari 1940) was een Amerikaans ornitholoog en botanicus.
Hij studeerde aan Knox College, Galesburg (Illinois) en het Chicago Theological Seminary. In 1895 ging hij naar West-Afrika en vestigde zich in het zuidoosten van Kameroen, waar hij een boerderij leidde. Hij reisde veel en verzamelde daarbij talrijke specimens van planten, vogels, vissen en reptielen. Vele daarvan zond hij naar het Natural History Museum in Londen. Onder meer de Bates' gierzwaluw, Bates' honingzuiger, Bates' nachtzwaluw, Bates' paradijsmonarch, de bruinwangwever (Ploceus batesi) en het knaagdier Prionomys batesi zijn soorten die hij verzamelde en die naar hem zijn genoemd.
Hij beschreef zelf ook een aantal (onder)soorten, waaronder Bannermans toerako; de Gabonrupsvogel; Mirafra africana henrici, een ondersoort van de roodnekleeuwerik; Estrilda astrild kempi, een ondersoort van het Sint-Helenafazantje, en Saxicola torquatus nebularum, een ondersoort van de Afrikaanse roodborsttapuit.
In 1928 ging hij in Engeland wonen. Hij publiceerde in 1930 Handbook of the Birds of West Africa. Hij wijdde zich nadien aan de ornithologie van Arabië. Hij leerde Arabisch en bezocht het gebied in 1934. Hij overleed echter vooraleer hij zijn boek Birds of Arabia kon afwerken. De kladversie bevindt zich in de documenten die hij naliet aan het Natural History Museum van Londen.